# Об'єднаний список (Латвія)
«Об'єднаний список» (латис. Apvienotais saraksts) — правоцентристський політичний альянс у Латвії, сформований у липні 2022 року напередодні парламентських виборів. До його складу входять регіоналістські та зелено-консервативні сили, зокрема Латвійська партія зелених, «Об’єднання регіонів Латвії» та «Лієпайська партія». Засновником «Обʼєднаного списку» став латвійський підприємець та архітектор Улдіс Піленс. Альянс ставить на чільне місце національну безпеку з присутністю НАТО, регіональний розвиток і збалансовану зелену економіку. На виборах 2022 року альянс отримав 11,01 % голосів і 15 місць у Сеймі. Альянс підтримує Україну в Російсько-українській війні.

## Історія
«Об'єднаний список» утворився в липні 2022 року для участі в парламентських виборах до 14-го Сейму. До складу альянсу увійшли кілька ключових організацій: Латвійська партія зелених, «Об’єднання регіонів Латвії», Лієпайська партія і об'єднання, очолюване Улдісом Піленсом, відомим латвійським підприємцем і архітектором. Партії альянсу в минулому входили до політичного блоку «Союзу зелених і селян».

## Ідеологія
Ідеологія «Об'єднаного списку» поєднує центристські і правоцентристські, регіоналістські і зеленоконсервативні елементи. 
«Об’єднання регіонів Латвії» є регіоналістською партією з єврооптимістичними поглядами і пов'язана з Європейською народною партією. Вона робить наголос на регіональний розвиток і децентралізоване управління. Латвійська партія зелених з традиційно правоцентристськими поглядами виступає за «зелену» політику і сталий розвиток у рамках ринкових відносин. Вона пов'язана з Європейською народною партією, «Оновити Європу» і групою «Зелені — Європейський вільний альянс» у Європейському парламенті і також є проєвропейською за своєю орієнтацією. Партія «Лієпая» є місцева політична сила, дотримується нейтральної позиції щодо Євросоюзу і насамперед представляє інтереси міста Лієпая та прилеглого до нього регіону. 